# Liste der Naturdenkmale in Sarstedt
Die Liste der Naturdenkmale in Sarstedt nennt die Naturdenkmale in der Stadt Sarstedt im Landkreis Hildesheim in Niedersachsen.

## Naturdenkmale
| Bild                          | Bezeichnung     | Ort, Lage                                                                                               | Beschreibung | Schutzzweck           | Nummer    |
| ----------------------------- | --------------- | --- | ------------ | --------------------- | --------- |
| BW                            | Eiche, 2 Buchen | Hotteln auf dem Grundstück Kirchstraße 11, Stümpelhof (52° 15′ 20,4″ N, 9° 54′ 25,4″ O)                 |              | Schönheit             | ND-HI 054 |
| BW                            | Friedenseiche   | Hotteln am Eingang zum Friedhof bei der Kirche, Kirchstraße (52° 15′ 22,2″ N, 9° 54′ 25,8″ O)           |              | Schönheit             | ND-HI 056 |
| BW                            | Schwarzpappel   | Hotteln „Am Pfingstanger“, am alten Hottelner Weg östlich von Hotteln (52° 15′ 22,2″ N, 9° 54′ 25,8″ O) |              | Schönheit             | ND-HI 123 |
| mehr Fotos \| Fotos hochladen | Eiche           | Sarstedt-Ost auf dem Grundstück der Kirche, Kirchplatz 5 (52° 13′ 59,7″ N, 9° 51′ 15,6″ O)              |              | Schönheit             | ND-HI 129 |
| BW                            | Eibe            | Sarstedt-Ost auf dem Grundstück Kirchplatz 4 (52° 13′ 58,8″ N, 9° 51′ 12,7″ O)                          |              | Schönheit, Seltenheit | ND-HI 130 |
| BW                            | Linde           | Gödringen auf dem Grundstück Gödringer Straße 15 (52° 14′ 31,7″ N, 9° 53′ 55,8″ O)                      |              | Schönheit             | ND-HI 383 |